# Frances Gardiner Davenport
Frances Gardiner Davenport (1870 - 11 de novembro de 1927) foi uma historiadora norte-americana especializada no final da Idade Média e na colonização européia do Novo Mundo.

## Início da vida
Nascida em 1870, Davenport foi educada no Barnard College e Radcliffe, após o que ela seguiu estudos avançados na Inglaterra antes de se formar em 1904, Ph.D. da Universidade de Chicago.

## Carreira
O primeiro trabalho publicado de Davenport foi uma lista classificada de fontes impressas para a história senhorial e agrária inglesa durante a Idade Média, produzida sob a supervisão de William Ashley de Harvard. Seu trabalho posterior sobre a história inglesa incluiu The Economic Development of a Norfolk Manor 1086–1565, publicado pela Cambridge University Press em 1906. Durante muitos anos, ela editou seu magnum opus, o trabalho finalmente publicado pela Carnegie Institution como European Treaties Bearing on the History of the United States and its Dependencies to 1648 (1917), e como um segundo volume cobrindo os anos de 1650 a 1697 (1929), e ainda estava trabalhando em outros volumes quando ela morreu em 11 de novembro de 1927 Estes foram completados por Charles O. Paullin.

## Publicações selecionadas
- Frances Gardiner Davenport, A Classified List of Printed Original Materials for English Manorial and Agrarian History During the Middle Ages (Bibliografia e Série de Referência de Burt Franklin, No. 53, 1894)
- Frances Gardiner Davenport, The Economic Development of a Norfolk Manor, 1086–1565 (Cambridge: Cambridge University Press, 1906)[4]
- Frances Gardiner Davenport, ed., European Treaties Bearing on the History of the United States and its Dependencies to 1648 (1917)
- Autobiography of Frances Gardiner Davenport, 1890–1920 (sem data, c. 1928, livreto de 19 páginas)
- Frances Gardiner Davenport, ed., European Treaties Bearing on the History of the United States and its Dependencies 1650–1697 (1929)
- Frances Gardiner Davenport & Charles O. Paullin, eds., European Treaties Bearing on the History of the United States and its Dependencies: Volume III
- Frances Gardiner Davenport & Charles O. Paullin, eds., European Treaties Bearing on the History of the United States and Its Dependencies: Volume IV 1716–1815